# Elgorriaga

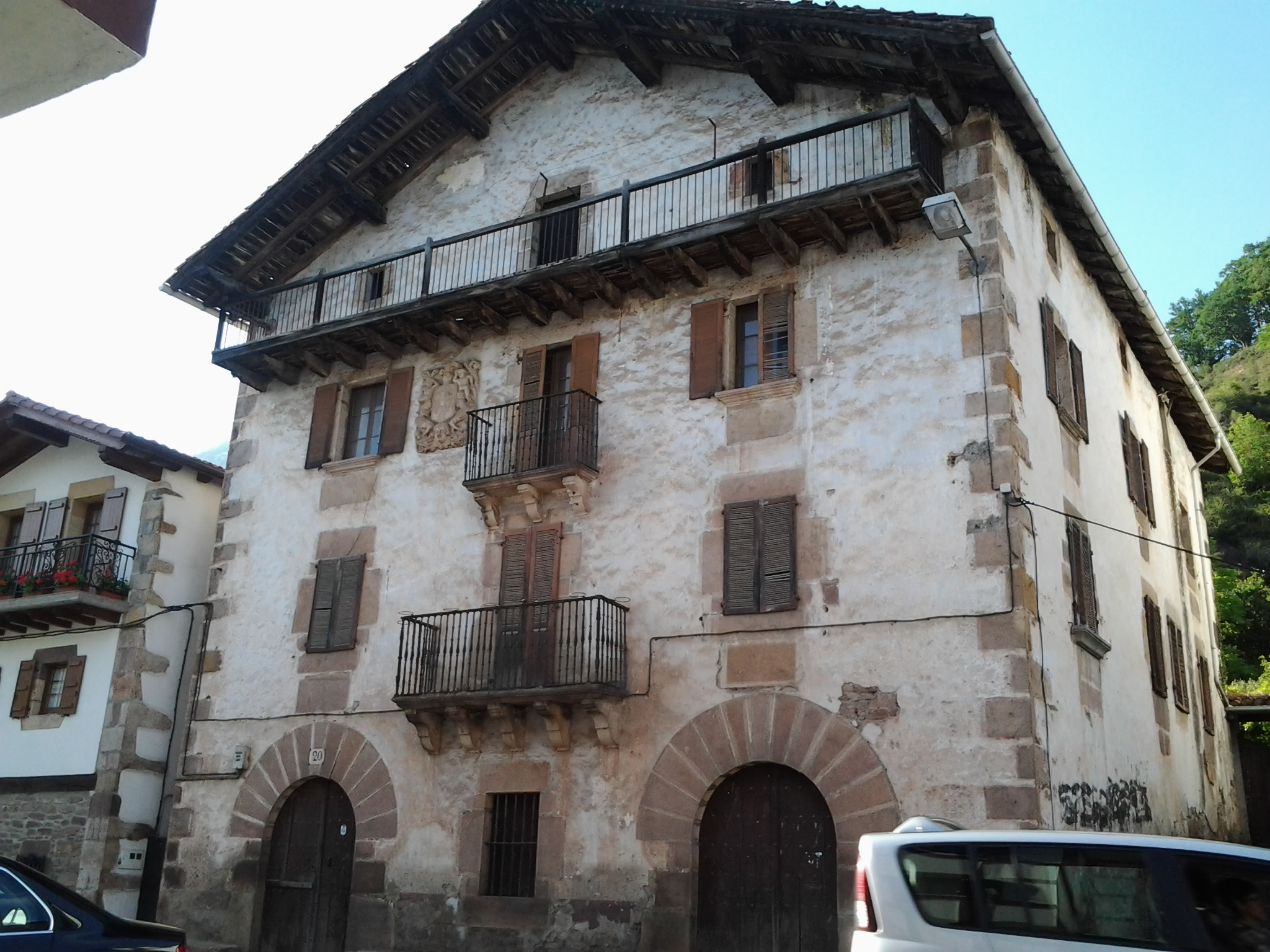
Casona donde se inició la producción de chocolates Elgorriaga

Elgorriaga es un municipio de la Comunidad Foral de Navarra, España. Situado en la merindad de Pamplona, en la comarca de Alto Bidasoa y a 54,3 km de la capital de la comunidad, Pamplona. Su población en 2024 fue de 210 habitantes (INE).

## Toponimia
El sufijo -aga suele significar en los topónimos vascos "lugar de". Elgorri significa sarampión en euskera, por lo que la traducción literal de Elgorriaga sería "lugar de sarampión". 
Sin embargo esta etimología resulta muy extraña. Los filólogos, como Mikel Belasko en su glosario etimológico de Navarra, relacionan Elgorriaga con elorri, palabra vasca que significa "espino" y que en los dialectos orientales de este idioma se pronuncia como elhorri. Existe en Álava una aldea denominada Elorriaga, cuyo nombre medieval era Elhorriaga. Una hache aspirada podría haber evolucionado a g en el caso de la localidad navarra dando lugar a Elgorriaga, mientras en la alavesa la hache habría quedado muda dando origen a Elorriaga. En este caso el topónimo significaría "lugar de espinos" o "espinar".

## Símbolos
El escudo de armas del lugar de Elgorriaga tiene el siguiente blasón:

Escudo jaqueado de plata y sable con círculo de plata en el centro, cargado de la E inicial de su nombre.

## Geografía
La localidad de Elgorriaga está situada en la parte Noroeste de la Comunidad Foral de Navarra dentro de la región geográfica de la Montaña de Navarra a una altitud 137 m s. n. m.. Su término municipal tiene una superficie de 3,91 km² y limita al norte con los Montes de Bidasoa y Berroarán, al sureste con el municipio de Santesteban, y al oeste con el de Ituren.

## Demografía
Elgorriaga cuenta con una población de 210 habitantes (INE 2024).
| Gráfica de evolución demográfica de Elgorriaga entre 1842 y 2021                                                    |
| |
| Población de derecho según los censos de población del INE Población de hecho según los censos de población del INE |

## Balneario

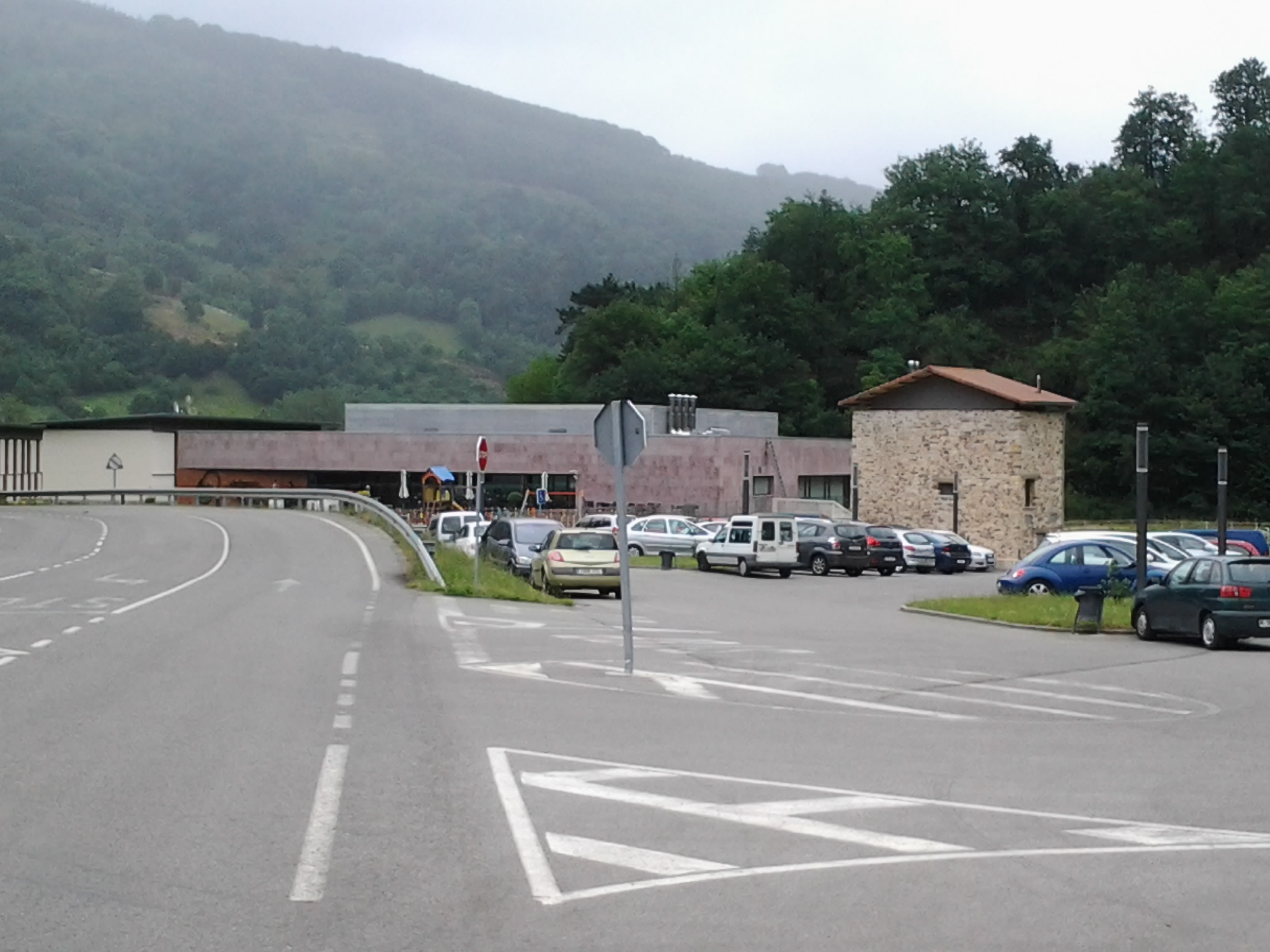
Balneario de Elgorriaga

En 1846, los doctores Alejandro San Martín y Antonio Simonena descubrieron la importancia medicinal de las aguas de Elgorriaga y obtuvieron por evaporación las primeras sales. Mariano Mañeru, director médico del Balneario desde 1919, comprobó la eficacia terapéutica de este manantial.
El Balneario de Elgorriaga es el manantial de más fuerte mineralización del mundo. Sus aguas clorurosódicas altamente mineralizadas están indicadas para una amplia variedad de tratamientos, entre los que destacan las afecciones reumáticas, epidérmicas y del sistema circulatorio.
En la actualidad el balneario se complementa con un hotel recientemente construido que cuenta con 48 habitaciones dobles, 15 individuales 9 junior suite y 3 suite. El balneario participa del programa de Termalismo Social del Imserso.

## Personas destacadas
- Pedro Gracenea, Elgorriaga (1929-2017): pelotari de la especialidad de remonte.

## Véase también

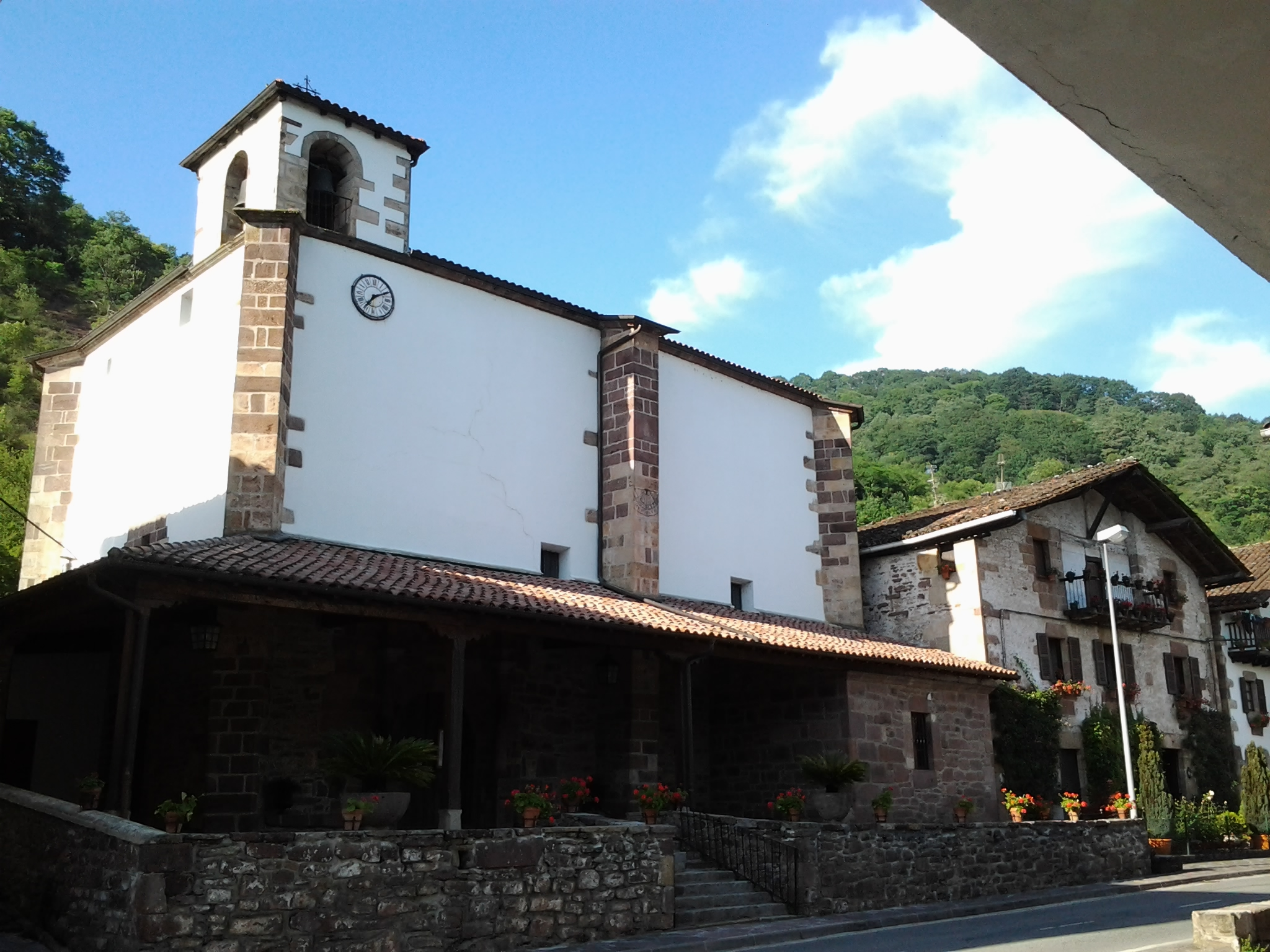
Iglesia de Elgorriaga